# Craubeek
Craubeek (Limburgs: Krawbich) is een gehucht dat hoort bij en ligt aan de voet van het hooggelegen Klimmen, in de Nederlandse provincie Limburg. Sinds 1982 behoort het bij de gemeente Voerendaal. De naam verwijst naar een (droge) beek en een dal met bronnen (zevensprong). Ten oosten van Craubeek stroomt de Hoensbeek.

## Bezienswaardigheden
- De Mariakapel aan de Craubekerstraat, wegkapel in Kunradersteen, van 1927, met gepolychromeerd Mariabeeldje, een sedes sapientiae, met staand Christuskind. Het grondvlak is vijfhoekig en het dak is zeshoekig met nog een open klokkenstoeltje daar bovenop.
- Diverse historische boerderijen:
  - Gesloten hoeve De Bokhof aan Kaardenbekerweg 5, van 1700 en verbouwd in 1777. Het woongedeelte heeft een trapgevel. De buitenkant is in Kunradersteen en het binnengedeelte in vakwerk.
  - Penderskoolhofweg 1, in vakwerk en mergelsteen, van omstreeks 1700.
  - Penderskoolhofweg 3, van omstreeks 1700, in Kunradersteen en mergelsteen, de straatvleugel vernieuwd met baksteen.
  - Craubekerstraat 2, gesloten hoeve in Kunradersteen met mergelstenen trapgevel, van omstreeks 1700.
  - Hoeve Cardenbeek, aan Kaardenbekerweg 30, herbouwd na brand in 1827, uit welk jaar ook de mergelstenen schuur stamt. Deze hoeve werd al in 1296 vermeld en was tot 1795 eigendom van de Abdij van Sint Gerlach.
  - Hoeve Terveurt aan Terveurt 4, bestaat uit losse gebouwen die om een binnenplaats zijn gegroepeerd. Het bakstenen woonhuis (1857), deschuur met aangebouwde stal in Kunradersteen en vakwerk is van 1809.
- Waterpompstation Craubeek

Zie ook
- Lijst van rijksmonumenten in Craubeek

## Geologie
Ten noordoosten van Craubeek ligt in de bodem de Kunraderbreuk.
Het dal van Craubeek vormt de grens van een plateau dat rijk is aan krijtlagen in de bodem. Dat krijt is bekend als Kunradersteen en wordt als bouwmateriaal gebruikt. Daarnaast werd de kalksteen gebruikt om akkers te bemergelen en voor de productie van kalk die in kalkovens werd gebrand.
Rond Craubeek zijn er verschillende groeves geweest waarin kalksteen werd gedolven.
- Auvermennekesloak
- Craoteloak
- Craubeekergroeve
- Groeve Kaardenbeek (dagbouw)
- Groeve Sevensprong

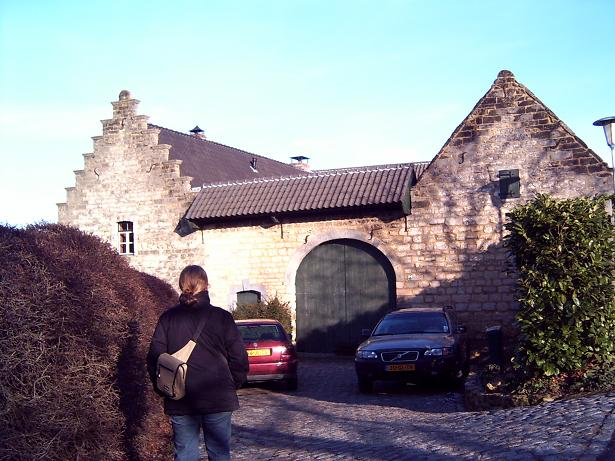
De Bokhof in Craubeek
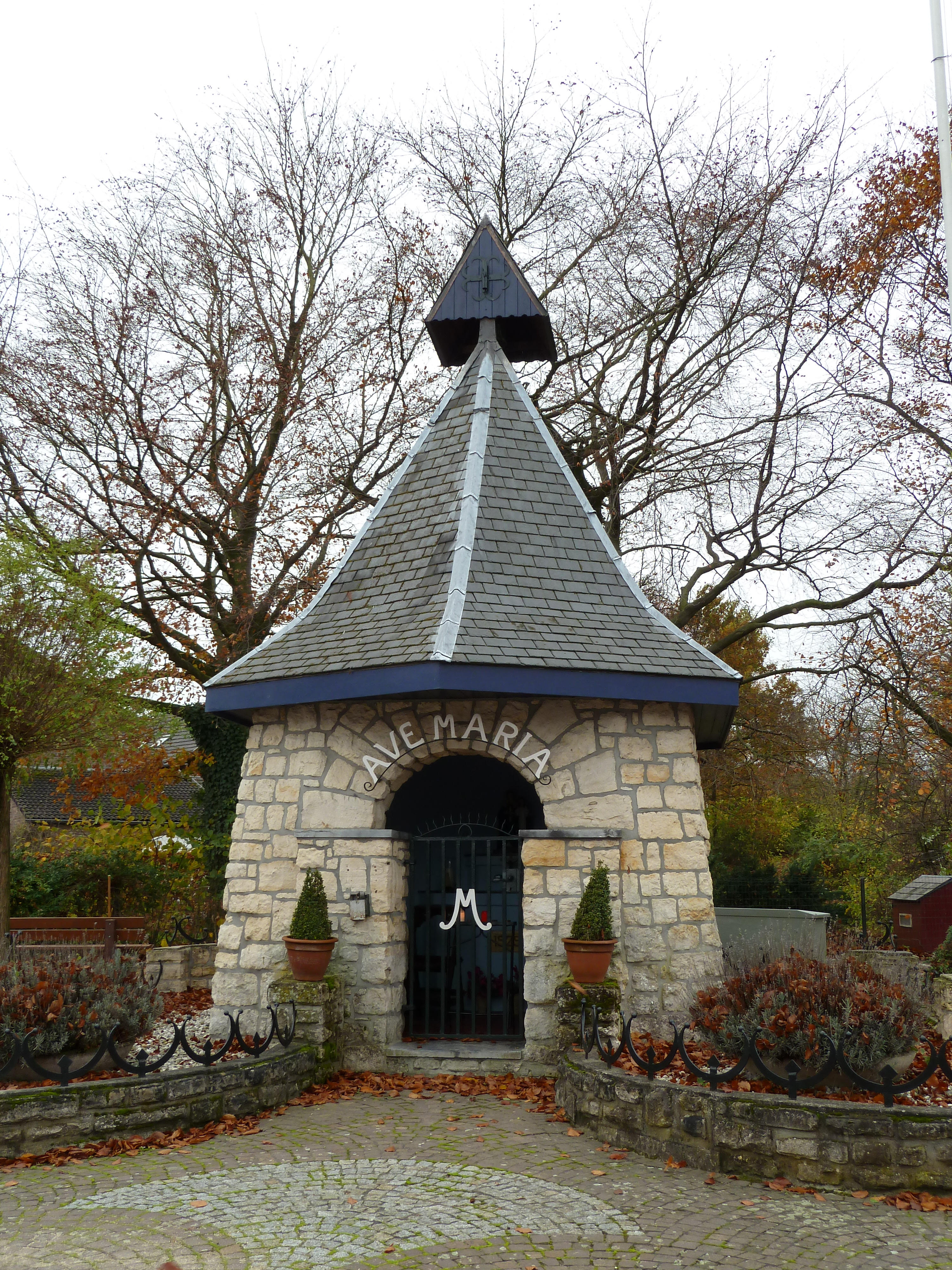
Kapel

Dorpen: Klimmen · Kunrade · Ransdaal · Ubachsberg · Voerendaal

Gehuchten: Colmont · Craubeek · Fromberg · Mingersborg · Retersbeek · Termaar · Weustenrade · Winthagen

Buurtschappen: Barrier · Dolberg · Hellebeuk · Koulen · Kruishoeve · Kunderberg · Lubosch · Opscheumer · Overheek · Termoors · Terveurt

Limburg: Steden en dorpen      Nederland: Provincies · Gemeenten